# 崇元观

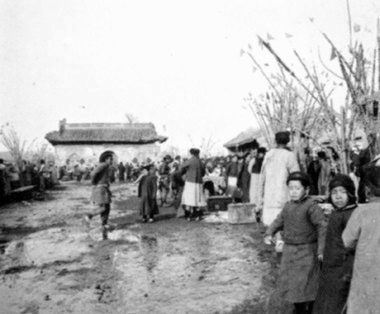
法国人1909年拍摄的崇元观山门和庙会场景。

崇元观，俗称曹老公观、曹公观、曹老虎观，是位于今北京市西城区西直门内大街丁字路口北的东新开胡同内的一座道教宫观。现已不存。

## 历史
崇元观的创建人有争议。清朝以来的一些文献如《京师坊巷志稿》、《宸垣识略》、《顺天府志》、《燕都丛考》等均称崇元观为 “明珰曹化淳建”。“珰”为中国古代妇女作耳环用的玉饰，因为在汉朝被当作武职宦官官帽上的装饰，所以后世以此指宦官。曹化淳是明朝末年崇祯年间的司礼太监。
徐苹芳在其著作《明清北京城图》崇元观条目中称：“明为曹老虎观，改名或别称崇玄观。明天顺二年（1458年）建。地点为日中坊红桥北。今地为西直门大街崇元观。”并称：“《乾隆御制诗碑》注中误为曹化淳建。”《乾隆御制诗》为七律二首，其中第二首第二句下有注：“此寺为明珰曹化淳所建，故俗名曹老虎观。”
明朝嘉靖三十九年（1560年）出版的张爵所著《京师坊巷胡同集》中“日中坊”内有“曹老虎观”条目。明朝万历二十一年（1593年）沈榜所著《宛署杂记》中“日中坊”内有“崇玄观，天顺二年建”的记载。
综上所述，可知崇元观应建于明朝天顺二年（1458年）。而且其创建人并非曹化淳。1937年出版的《北平旅游指南》中称：曹老公观“在西直门内大街路北，原为崇玄观。系明英宗时太监曹吉祥创建。”但不知道此说的出处，尚需进一步证实。然而此说与该观建于天顺二年之说正好相符合，因为天顺二年正是明英宗复辟的第二年，当时曹吉祥因与宦官石亨迎英宗复辟有功，正红极一时。
乾隆二十三年（1769年），崇元观重修（一说为乾隆三十三年，《日下旧闻考》的内容自相矛盾）。据乾隆御制诗的注释称，乾隆帝在孟冬时祭祖之后赴御花园向太后问安，途经西直门，正逢崇元观举办重修竣工典礼，便观礼并写下了两首诗。
自乾隆年间重修后，崇元观再未重修，日趋衰败。由于传闻建崇元观者在观内藏有巨金，以备该馆倒毁后重建时用，即所谓“观倒观修”，故来该观寻宝者很多，该观因此而又不断遭破坏。清朝光绪年间只存山门、大殿，还有十多座木胎神像仆倒于地。庚子（1900年）之后，仅存废墟。
1920年，中华民国北京政府将崇元观改建为陆军大学。1931年九一八事变后，此处改为冯庸大学。后张学良将该校更名为东北大学，并亲任校长，曾在该校内设飞行训练大队，训练飞行员。文化大革命时期，在此处挖防空洞，还曾挖出两个飞机头。

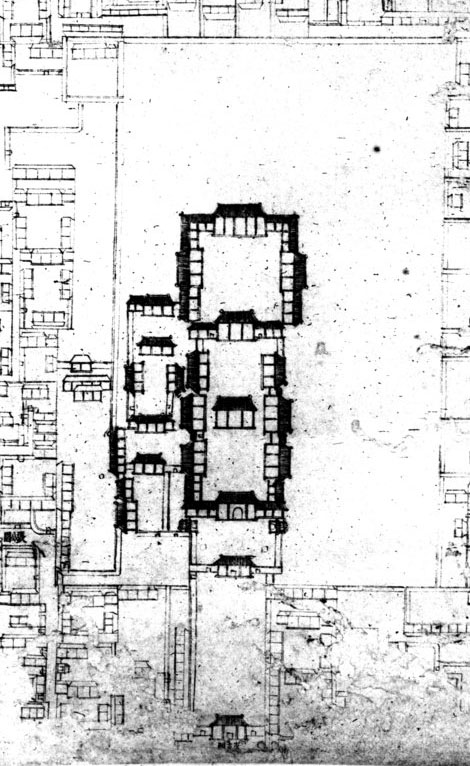
《乾隆京城全图》中的崇元观（崇玄观）

抗日战争时期，日本占领北平，此处为日军修械所。一说此处为日军宪兵队，折磨市民，侮辱妇女。中华人民共和国成立后，修缮此处房屋时，曾挖出少女骨架一副，即为罪证。
抗日战争胜利后，此处为华北中学，该中学一直办至北平和平解放。北平和平解放后，该处新办了干部子弟小学——华北小学，后来改办为第二师范学校。1959年，该处开始兴建一座四层苏联式大楼，1963年完工，女十中迁至该楼，后更名为北京市第一五七中学，该处的东南部为北京市第八十七中学。
如今，崇元观旧址被三个单位占据。南部是北京教育学院西城分院。北部是北京教育学院西城分院附属中学，是由北京市第一五七中学和北京市第五十三中学合并而成。中部是四栋十一层的教育局家属楼。

## 建筑
崇元观南为东新开胡同，北至新街口北大四条，长将近400米，东西宽100多米，占地将近4万平方米。
《钦定日下旧闻考》记载崇元观的建筑较为详细：
- 棂星门：一座牌楼式建筑，上有“三界圣境”四个大字。“门前绰楔表之”，意为门前竖着两根用于旌表的木柱。
- 石碑：前院内有两通石碑。右为旧碑，其上的文字已经“漫灭不可辨”；左为新碑，乃乾隆御制诗碑，上有乾隆帝御笔七绝两首。
- 玉皇殿：第一进殿，匾曰：“神宵辑瑞”，对联为“帝座星辰环紫极，仙阶鸾鹤捧红云”。匾及对联均为乾隆帝御笔。
- 三皇殿：第二进殿，匾曰：“统纪权舆”，为乾隆帝御笔。殿前有一铁香池，是明朝崇祯九年所造。
- 三清殿：第三进殿，匾曰：“道德开宗”，为乾隆帝御笔。殿前有一铁香炉，为明朝万历辛卯年造。[1]

## 庙会
每月逢初一、十五为崇元观的集日。每年正月初一至十五日为庙市，百货众多，花灯尤多，被誉为“奇巧花灯认不明”。灯节时，崇元观举办大型灯会。民谣称：“财神庙里借元宝，觉生寺里撞大钟，东岳庙里栓娃娃，白云观里摸猴精，城隍庙里看火判，崇元观里看花灯，火神庙里晾宝会，厂甸庙会甲帝京。”